# Espacio interior
Espacio interior és una pel·lícula mexicana basada en fets reals, dirigida per Kai Parlange i estrenada al Festival Internacional de Cinema de Guadalajara de 2012.
Narra la història de Lázaro, qui està segrestat i aïllat completament del món. A la vora de la mort i suportant la possibilitat que mai l'alliberin, un profund desig de llibertat i consciència li mostren la veritable naturalesa indestructible de l'esperit humà.

## Sinopsi
Lázaro (Kuno Becker) és segrestat i tancat en un quart de 3x1.5 metres, diàriament rep aigua i menjar a través d'una escletxa. El seu únic contacte amb el món exterior és la música que escolta en una vella gravadora. Després de ser obligat a revelar informació personal dels seus familiars, sent que els ha traït i cau en una profunda depressió, per la qual cosa decideix abandonar-se a la mort.
Està basada en una història real que mostra com la voluntat d'un home per a viure i la força del seu esperit és irrompible.

## Elenc
| Actor/Actriu                 | Personatge que interpreta |
| ---------------------------- | ------------------------- |
| Kuno Becker                  | Lázaro                    |
| Ana Serradilla               | María                     |
| Hernán Mendoza               | KDT                       |
| Marina de Tavira             | Doña Josefa               |
| Juan Pablo Medina            | Don Pedro Joven           |
| Roberto Sosa                 | Taxista                   |
| Adriana Louvier              | Marta                     |
| Alejandro Barrios “El Guate” | Anteojos                  |
| Gerardo Taracena             | Tenso                     |
| Rocío Verdejo                | Greñas                    |
| Carlos Rodolfo               | Orejas                    |

## Nominacions i premis
| Esdeveniment                                         | Descripció                                                                                         |
| ---------------------------------------------------- | -------------------------------------------------------------------------------------------------- |
| Festival Internacional de Cinema de Guadalajara 2012 | Va guanyar els premis a “Millor Actor” i “Premi del Públic", en la secció Llargmetratge de Ficció. |
| Diosas de Plata 2013                                 | Fou nominada en les categories de millor actor i millor música.                                    |